# Biuro Pełnomocnika Polskiego Czerwonego Krzyża w ZSRR
Biuro Pełnomocnika Polskiego Czerwonego Krzyża w ZSRR (ros. Бюро Уполномоченного Польского Красного Креста в СССР) – polska organizacja humanitarna w ZSRR w okresie międzywojennym.

## Historia
Biuro zostało zorganizowane w Moskwie przez Polski Czerwony Krzyż (PCK) po zawarciu rozejmu pomiędzy Polakami i bolszewikami w poł. października 1920. Funkcję pełnomocnika PCK w poł. grudnia tego roku objęła Rosjanka Jekatierina P. Pieszkowa. Wprawdzie bolszewicy początkowo nie zgodzili się na to, ale Feliks Dzierżyński, szef CzeKa, wyraził aprobatę. Celem Biura było organizowanie pomocy polskim jeńcom wojennym i cywilnym, internowanym i zakładnikom, którzy znajdowali się na terytorium Rosji Sowieckiej. W początkowym okresie działalności do zadań Biura należało też wspomaganie repatriacji do Polski, która w latach 1921-1925 objęła ogółem ponad 1 mln osób pochodzenia polskiego. Wiązało się to z odbywaniem przez J.P. Pieszkową podróży inspekcyjnych po całej Rosji. Dwa razy w roku jeździła ona do Warszawy, gdzie wraz ze Stefanią Semopołowską, Pełnomocnikiem Sowieckiego Czerwonego Krzyża w Polsce, prowadziła ustalenia dotyczące wymiany jeńców wojennych. Kontaktowała się też z polskimi władzami i kierownictwem PCK. Za swoją działalność została odznaczona Krzyżem Polskiego Czerwonego Krzyża. Pomoc prawną dla repatriantów organizował zastępca pełnomocnika PCK Michaił L. Winawer. Oddziały Biura powstały w Piotrogradzie, Niżnym Nowogrodzie, Tule, Jarosławiu, Tambowie, Penzie, Orle. W lutym 1921 w Biurze pracowały 32 osoby. Jego działalność podlegała pełnej kontroli ze strony Oddziału Specjalnego CzeKa. Działalność Biura zamarła w 1928. Latem 1937 zostało ono formalnie zlikwidowane na polecenie narkoma spraw wewnętrznych Nikołaja I. Jeżowa. NKWD aresztowało M. L. Winawera, skazanego następnie na karę 10 lat łagrów.

## Siedziba
Początkowo mieściło się przy ul. Miasnickiej 20 (ул. Мясницкая) (1920-1921), następnie przy Kriwokolennym per. 8 (Кривоколенный пер.) (1921-1937).